# عدنان محمد المالكي
عدنان محمد المالكي (4 يونيو 1967

) سياسي بحريني.

## السيرة
ولد المالكي في 4 يونيو 1967. حصل على دبلوم أدارة الأعمال المكتبية من جامعة البحرين عام 1990 وشهادة من مركز نيوهورايزن عام 2001 وشهادة من معهد عبر العالم للتدريب في أدارة الأعمال عام 2001 وشهادة لورشة عمل الانتخابات النيابية - الإدارة والتنظيم عام 2002 وشهادة من أعضاء لجنة تطور أداء الخدمات البلدية عام 2003.
عمل في شئون الموظفين وعلاقات الأفراد بوزارة البلديات والبيئة من 1987 إلى 2001. ثم ترقى إلى أخصائي مشتريات من 2001 إلى 2006.
في انتخابات المجلس البلدي لعام 2006 فاز بمقعد الدائرة الثالثة في محافظة الوسطى من جولة الإعادة بعدما جمع 3200 صوت ما نسبته 63.83%. وفي انتخابات مجلس النواب عام 2010 فاز بمقعد الدائرة من جولة الإعادة بعدما جمع 2533 صوت ما نسبته 59.36% بفارق 799 صوت عن مرشح جمعية المنبر الوطني الإسلامي إبراهيم الحادي. وفي انتخابات عام 2014 خسر مقعد الدائرة الأولى في محافظة الجنوبية من جولة الإعادة بعدما جمع 1559 صوت ما نسبته 32.21%.